# Пам'ятний знак бійцям УНР (Лозова)
14 жовтня 1990 року на місці боїв українських військ із більшовиками патріоти з різних регіонів України, зокрема молодіжні організації «Сокіл» і Спілка української молоді (СУМ) з Харкова спробували встановити дерев'яний пам'ятний хрест. Проте у Лозовій їх зустріли ймовірно скликані владою комуністи, перевдягнена в цивільне міліція і співробітники КДБ. Приїжджих було заблоковано на перехідному мосту, можливість пройти далі була відсутня. Приїжджі не намагалися пройти иншим шляхом, після деякого часу стояння заблокованими повернулися на залізничну станцію та потягом вирушили до Харкова. Проте наступного року, того ж дня (14 жовтня, 1991 року, на свято Покрови Хреста було встановлено. Під час встановлення міська влада не протидіяла. На цьому святі були як лозівчани (зокрема колишні репресовані), так і гості з Харкова,Києва, Івано-Франківська, котрі представляли НРУ, СУМ та інші.
Серед нині відомих гостей — співачка з Харкова Марійка Бурмака, а також радикальний політичний діяч, на той час голова київського СУМ-у Олесь Вахній. Хреста було освячено греко-католицькими священиками з Івано-Франківська.
Дерев'яний хрест кілька разів зазнав нападів вандалів, тому місцеві патріоти встановили металевий хрест. Він розміщений на насипному кургані, має табличку «Героям України». В народі має назву «хрест гайдамакам». Щороку 24 серпня та інколи 14 жовтня тут відбуваються мітинги патріотичних організацій.